# Luben Karavelov

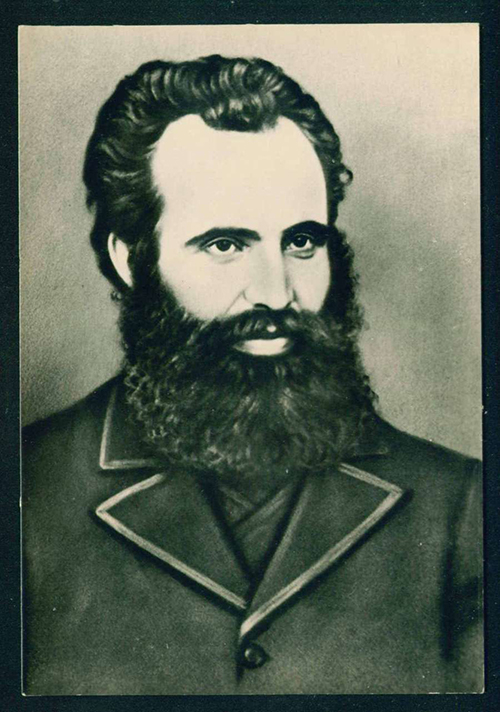
Luben Karavelov

Luben Stoychev Karavelov (Koprivštica, 21 de Janeiro de 1834 - Ruse, 21 de Janeiro de 1879) foi um revolucionário, escritor, poeta e enciclopedista, irmão do político Petko Karavelov.

## Vida
Nasceu em Koprivstica,Bulgária seu pai Stoycho Karavela balconista.Família Karavelovi datas de XVII século.
Luben Karavelov ele é um estudante de búlgaro educador e escritor Nayden Gerov. De 1857 um ouvinte faculdade histórico-filológica da Universidade de Moscou. Com revolucionários búlgaras Formar uma banda búlgaro "Irmãos de trabalho". Na Rússia reuniões realizadas para a libertação da Bulgária.

## Vida Literária
- 1857 - „Памятники народного быта болгар“ em Moscou
- 1869 - „Три картини из българския живот“ („Маминото детенце“, „Прогресист“ и „Извънреден родолюбец“ em Belgrado
- Страницы из книги страдания болгарскаго племени"(Páginas do livro para o sofrimento da nação búlgara) - coleção
- gazette "Bandeira"(вестник Знаме)[2]